# North British Railway
La North British Railway (Chemin de fer nord-britannique, NBR) est une ancienne compagnie de chemin de fer écossaise créée en 1844 puis  regroupée en 1923 avec sept autres compagnies pour former la London and North Eastern Railway.

## Historique

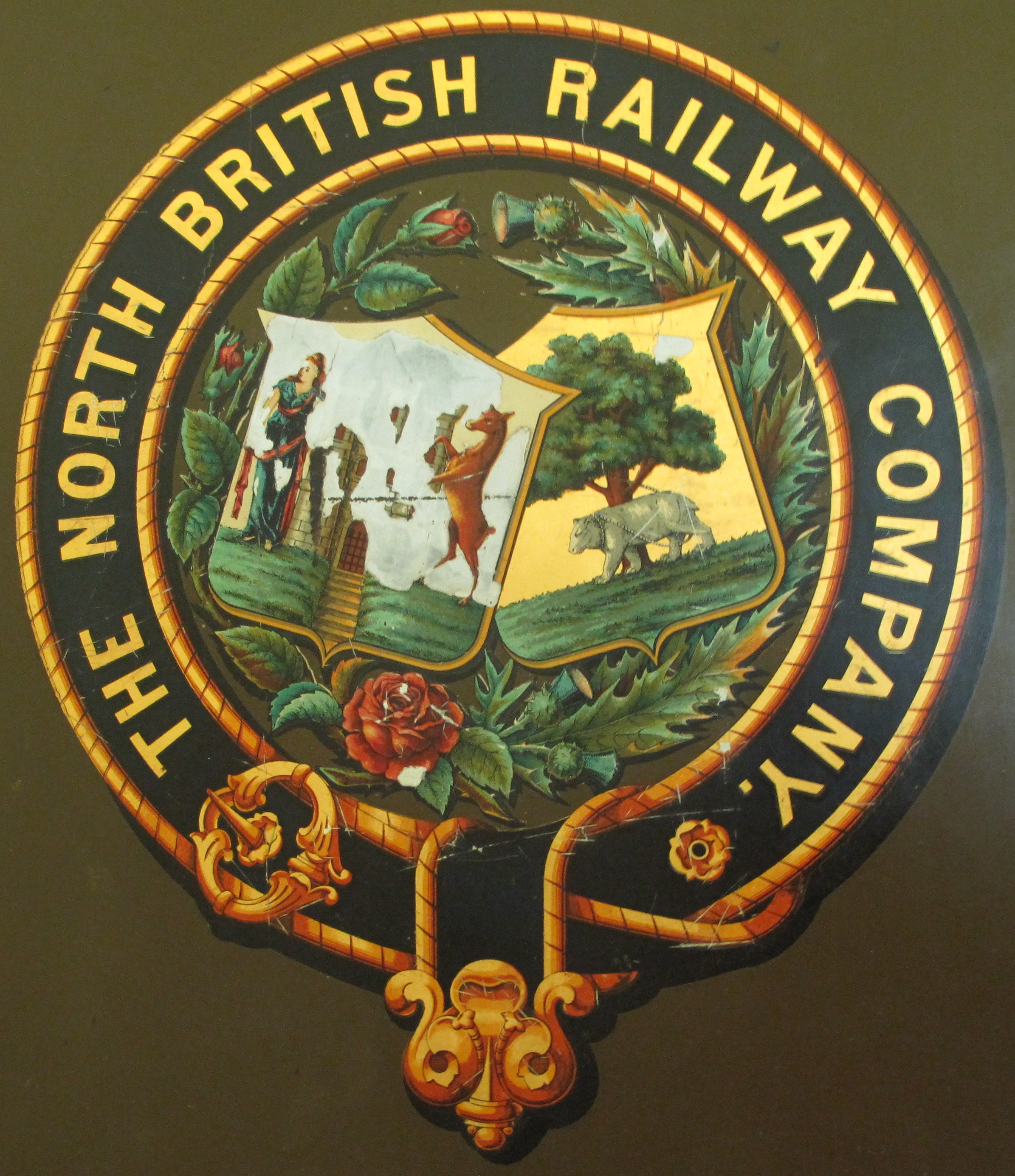
Le blason de la compagnie North British Railway.

La compagnie North British Railway est créée en 1844 pour construire une ligne de chemin de fer entre Édimbourg et Berwick-upon-Tweed, avec une branche vers Haddington. La ligne est achevée en 1846 et une liaison ferroviaire avec Londres est mise en place en 1848. Les trains les plus rapides entre les capitales anglaises et écossaises mettent alors près de douze heures et trente minutes de trajet.
Centrée sur Édimbourg, la compagnie inclut progressivement d'autres compagnies du nord et de l'est de l'Écosse et installa l'une de ses usines dans le quartier de Springburn à Glasgow dès 1841. Son usine de Cowlairs Works avait en 1914 une capacité de production d'une douzaine de locomotives par an 
À son regroupement en 1923, la North British Railway est la plus grande compagnie ferroviaire écossaise et la cinquième au Royaume-Uni.
Durant son existence, la North British Railway absorbe les compagnies suivantes :
- Monkland and Kirkintilloch Railway (la première compagnie ferroviaire publique écossaise)
- Slamannan Railway
- Ballochney Railway
- Dundee and Arbroath Railway
- Edinburgh and Dalkeith Railway
- Edinburgh and Glasgow Railway
- Edinburgh, Loanhead and Roslin Railway
- Edinburgh, Perth and Dundee Railway
- Edinburgh Suburban and Southside Junction Railway
- Glasgow and Milngavie Junction Railway
- Glasgow, Yoker and Clydebank Railway
- Invergarry and Fort Augustus Railway
- Kilsyth and Bonnybridge Railway
- Kirkcaldy and District Railway
- West Highland Railway
- Jedburgh Railway
- Peebles Railway
- Esk Valley Railway
- Penicuik Railway
- Selkirk and Galashiels Railway
- Eyemouth Railway
- East Fife Central Railway
- Arbroath and Montrose Railway

## Galerie de photographies

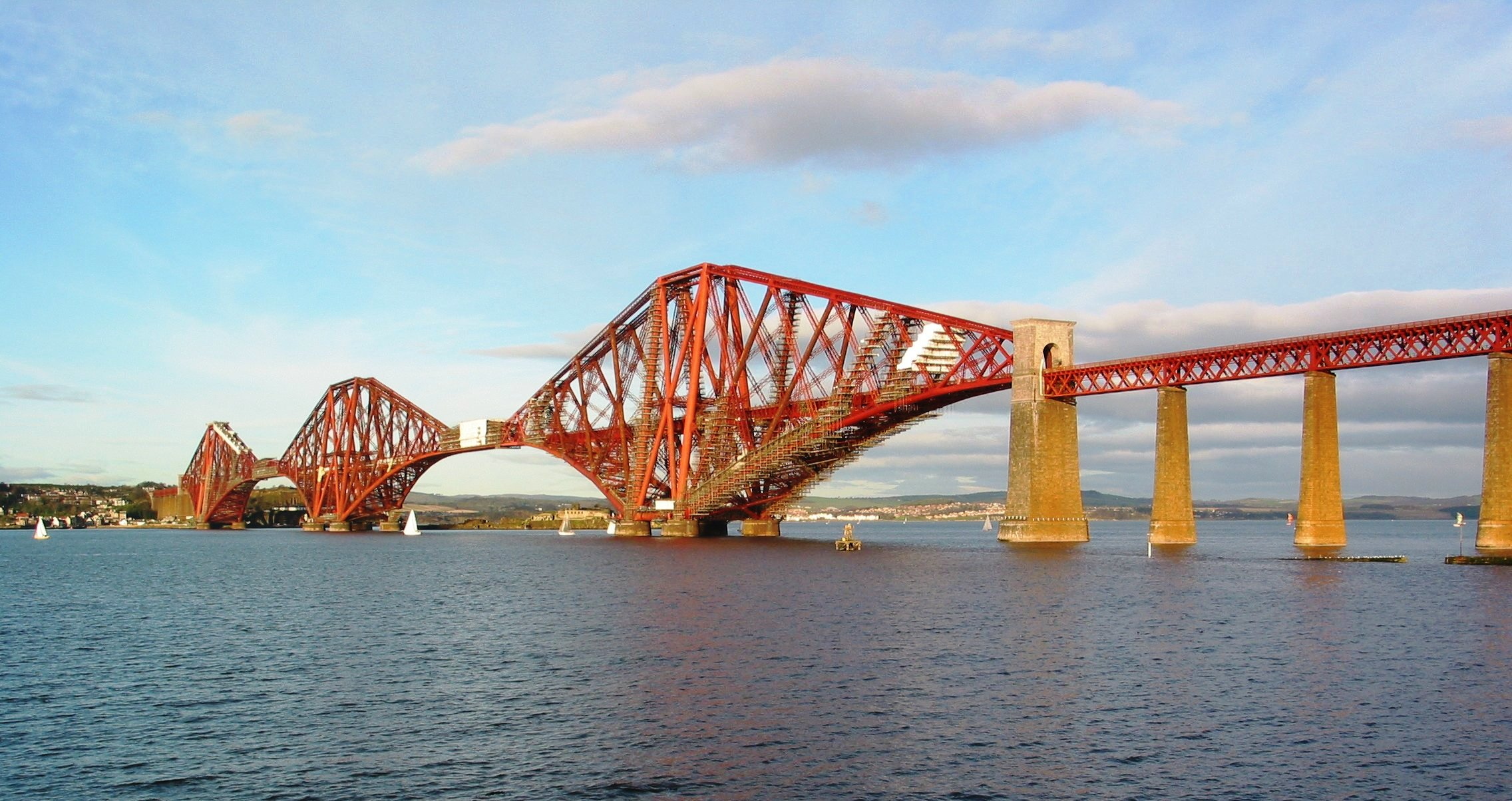
Le pont du Forth, sur la ligne Édimbourg - Dundee de la NBR.
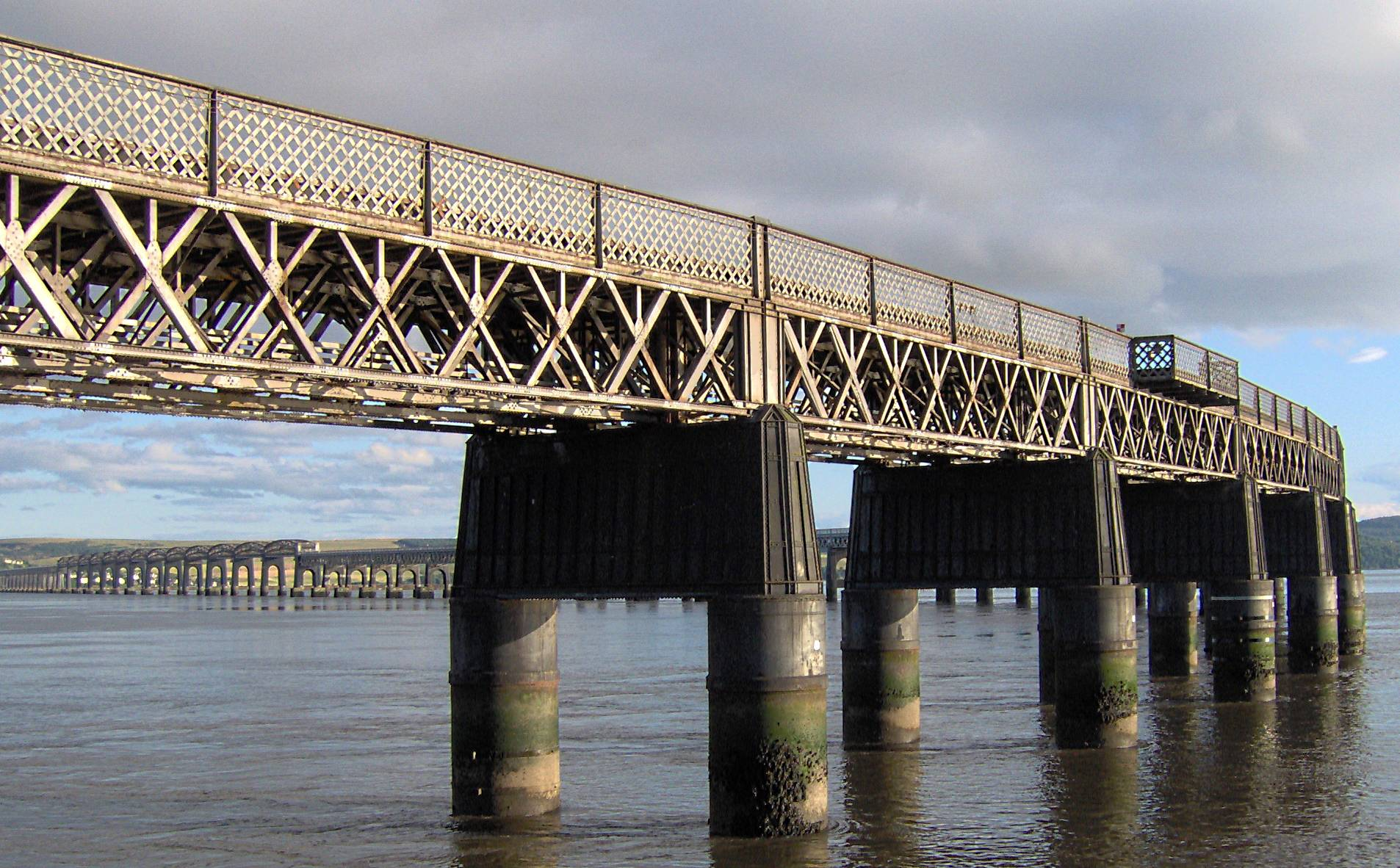
Le pont ferroviaire du Tay, sur la ligne Édimbourg - Dundee de la NBR.